# Мајда Врховник
Мајда Врховник Лојзка (Љубљана, 14. април 1922 — Клагенфурт, 4. мај 1945) била је студент медицине, учесница Народноослободилачке борбе и народни херој Југославије.

## Биографија
Рођена је 14. априла 1922. године у Љубљани. После завршене основне школе и гимназије уписала је студије медицине на Медицинском факултету у Љубљани. За време студија била је члан Словенског клуба и студентског револуционарног покрета. У чланство Комунистичке партије Југославије (КПЈ) примљена је 1940. године.
Одмах после окупације Краљевине Југославије прешла је у илегалност. Постала је курир организационог секретара Централног комитета Комунистичке партије Словеније Тонета Томшича. Када је окупатор сазнао за њену делатност, у одсуству је осуђена на доживотни затвор, а њени родитељи су држани више месеци у затвору као таоци. Упркос томе, Мајда је и даље остала у Љубљани. Сарађивала је у организовању љубљанске илегалне технике. Као курир, снабдевала је рукописима илегалне штампарије Подморница и Тунел. Уз помоћ брата успела је да организује бункер, у којему је почев од 4. маја 1943. године, девет месеци умножавала „Људску правицу“, „Словенски порочевалец“, „Радио вестник“ и разне друге брошуре.
По сопственој жељи, 22. јануара 1944. године, послата је у Словеначко приморје. Тамо је обављала функцију инструктора СКОЈ-а за Идрију и инструктора скојевског курса при Обласном комитету СКОЈ-а за Приморску. Међутим, ни ту се није много задржала, већ се добровољно јавила за политички рад у Корушкој. У лето 1944. године именована је за секретара Окружног комитета КПС за Межицу, а затим је преко Драве, отишла на Гуре и у Целовец. У јесен 1944. године постала је члан Среског комитета КПС за Целовец. Преобучена као сеоска девојка, више месеци се задржала у Целовцу и учествовала у организовању одбора Освободилне Фронте, обавјештајне службе и илегалне штампе за град.
Гестапо је успео да је издајом открије и 28. фебруара 1945. године је ухапшена у кући под Крижном гором близу Целовца. У затвору је страховито мучена и 4. маја 1945. године убијена.
Указом Президијума Народне скупштине ФНР Југославије, 20. децембра 1951. године, проглашена је за народног хероја.

## Наслеђе
Основна школа Мајде Врховник у Улици Симона Грегорчича 16 у Љубљани добила је име по Мајди Врховник 1958. године, а је настала спајањем Основне школе бр. 5 у Шубичевој улици и Основне школе бр. 6 на Цести Вртача. Испред школе се налази њена биста, рад словеначког вајара Стојана Батича из 1961. године.